# کانال تلویزیون

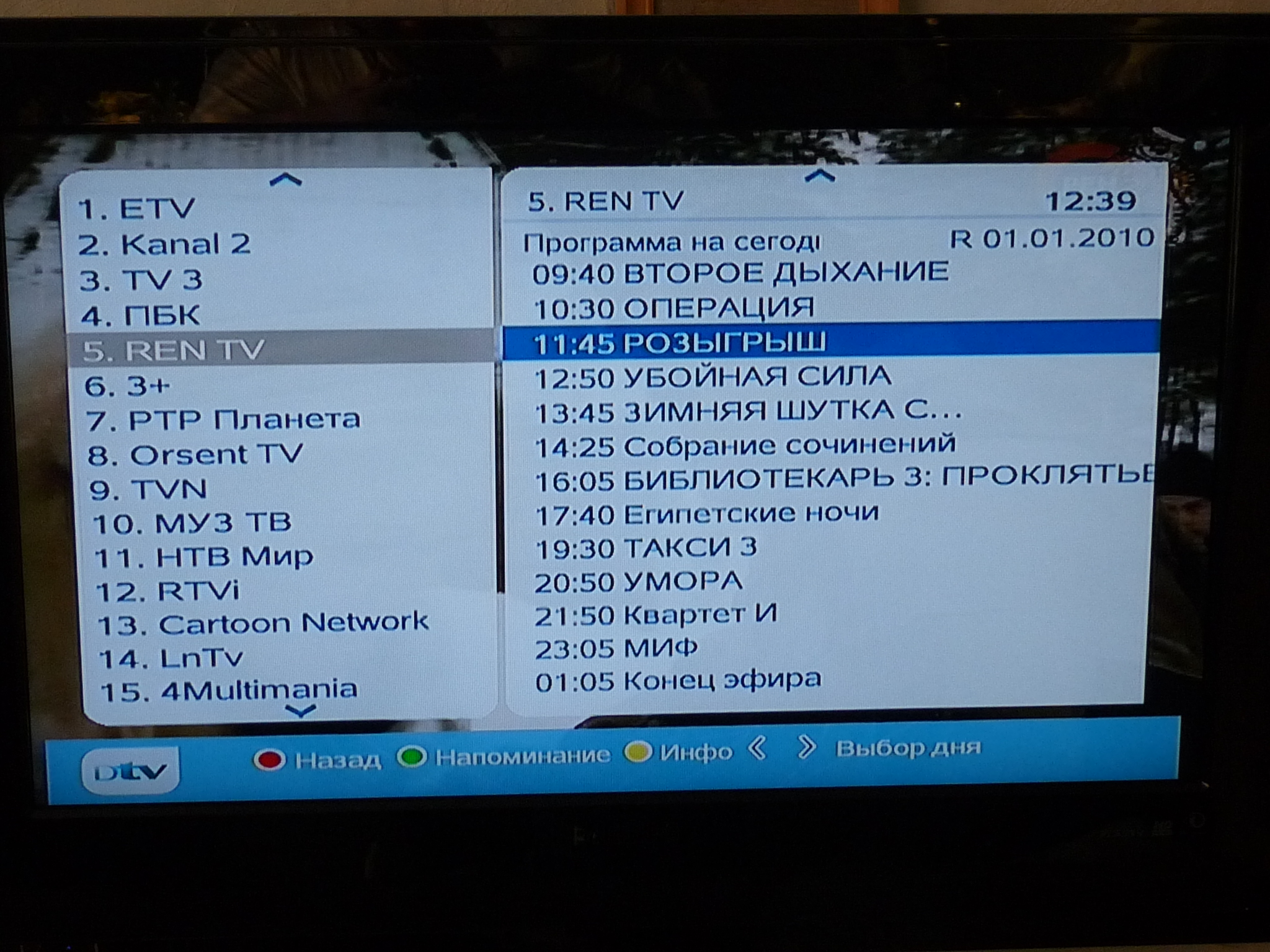
شبکهٔ فیزیکی یا مجازی است که از بیش از یک ایستگاه تلویزیونی پخش می‌شود

کانال تلویزیونی یا شبکهٔ تلویزیونی (به انگلیسی: television channel)، نوعی شبکهٔ فیزیکی یا مجازی است که از بیش از یک ایستگاه تلویزیونی پخش می‌شود. این شبکه‌ها ممکن است از طریق ایستگاه‌های تلویزیونی یا کابل پخش شده و بسته به نوع محل و چگونگی ارائهٔ خدمات به انواع مختلفی تقسیم گردند.
ساخت شبکه تلویزیونی بسیار پر هزینه است که حدودا در سال ۲۰۲۳ هزینه هر شبکه تلویزیونی ماهواره ای ماهانه ۱۲ میلیون دلار می‌رسد.
شبکه‌های تلویزیونی آنالوگ معمولاً در پهنای باند ۶، ۷ و ۸ مگاهرتز منتشر می‌شوند. در نتیجه فرکانس‌های تلویزیونی و شمارهٔ شبکه‌ها نیز متفاوت خواهد بود. در ماهواره‌ها هر ترانسپوندر به‌طور معمول حامل یک شبکه است.
شبکه‌های تلویزیونی کابلی از طریق شبکه‌های مجاورشان که قدرت یکسانی با آن‌ها داشته و ارتفاع‌شان از سطح دریاهای آزاد با شبکه‌های مذکور برابر است، پخش می‌شوند. شبکه‌های تلویزیونی دیجیتالی نیز به‌طور کاملاً انتخابی به پخش برنامه‌ها می‌پردازند؛ به گونه‌ای که می‌توان از شبکه‌های مجاور آن‌ها (ایستگاه‌های آنالوگ یا دیجیتال) در همان منطقه استفاده نمود.